# Renata Novotná
Pour les articles homonymes, voir Novotná.
Renata Novotná est une biathlète tchécoslovaque.

## Carrière
Elle effectue sa carrière sous les couleurs tchécoslovaques, remportant une médaille de bronze aux Championnats du monde 1989 en relais avec Eva Buresová et Jiřina Adamičková.

## Palmarès

### Championnats du monde
- Championnats du monde 1989 à Feistritz :
  -  Médaille de bronze en relais.

### Coupe du monde
- Meilleur classement général : 53e en 1989.
- Meilleur résultat individuel : 20e.